# Homonnai járás

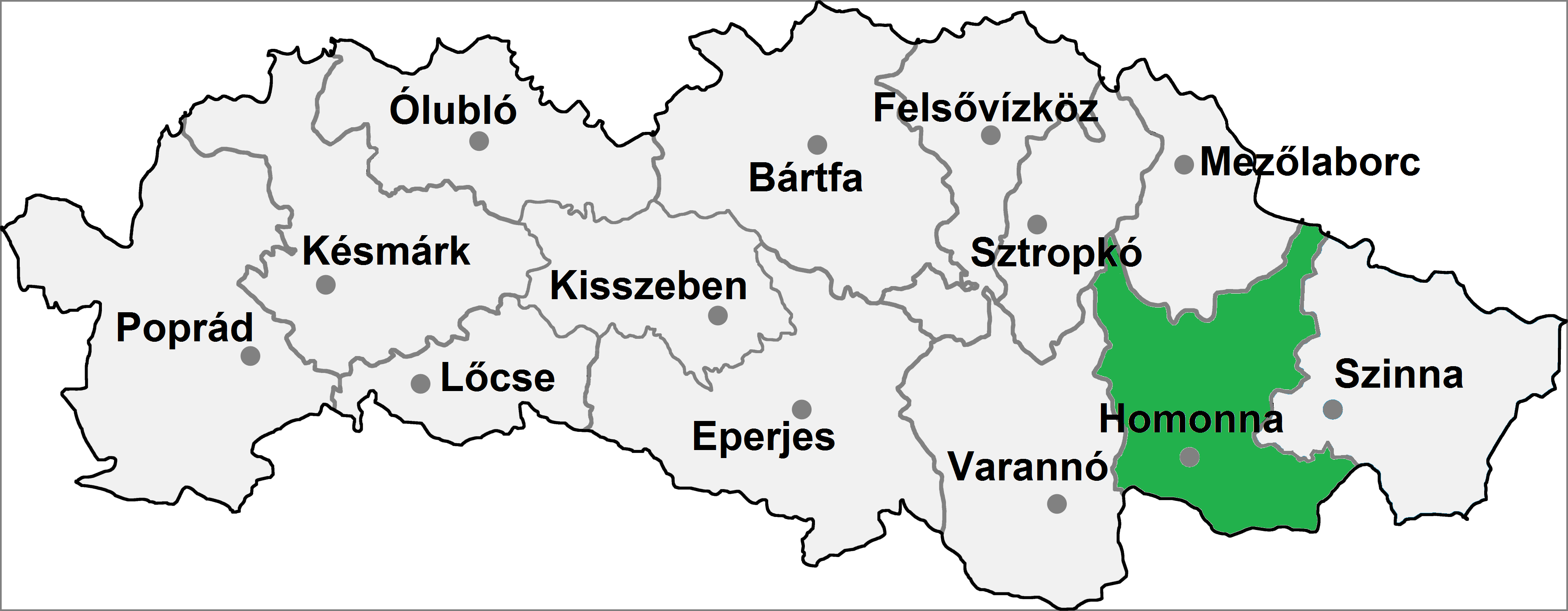
A Homonnai járás

A Homonnai járás (Okres Humenné) Szlovákia Eperjesi kerületének közigazgatási egysége. Területe 754 km², lakosainak száma 64 446 (2011), székhelye Homonna (Humenné). A járás területe legnagyobb részben az egykori Zemplén vármegye területe volt, de keleten a Vihorlát-hegység és vidéke Ung vármegyéhez tartozott.

## Népessége
| Év:            | 1994.  | 2004.   | 2014.   | 2024.   |
| -------------- | ------ | ------- | ------- | ------- |
| Emberek száma: | 64 629 | 64 620  | 63 614  | 58 257  |
| Eltérés:       |        | -0,01 % | -1,55 % | -8,42 % |

| Év:            | 2023.  | 2024.   |
| -------------- | ------ | ------- |
| Emberek száma: | 58 688 | 58 257  |
| Eltérés:       |        | -0,73 % |

## A Homonnai járás települései
- Agyidóc (Adidovce)
- Alsóalmád (Nižná Jablonka)
- Alsóberek (Brestov)
- Alsócsernye (Černina)
- Alsólászlófalva (Nižné Ladičkovce)
- Alsóvirányos (Nižná Sitnica)
- Barátlak (Rohožník)
- Barkó (Brekov)
- Dadafalva (Dedačov)
- Felsőalmád (Vyšná Jablonka)
- Felsőbaskóc (Baškovce)
- Felsőkohány (Kochanovce)
- Felsőkörtvélyes (Vyšný Hrušov)
- Felsőlászlófalva (Vyšné Ladičkovce)
- Felsővirányos (Vyšná Sitnica)
- Gorzó (Gruzovce)
- Görbény (Slovenské Krivé)
- Göröginye (Ohradzany)
- Hegedűsfalva (Hudcovce)
- Hegyvég (Prituľany)
- Hegyzávod (Závada)
- Helmecke (Chlmec)
- Homonna (Humenné)
- Homonnarokitó (Rokytov pri Humennom)
- Homonnazávod (Závadka)
- Izbugyarabóc (Hrabovec nad Laborcom)
- Jánosvágása (Hankovce)
- Jánosvölgye (Jankovce)
- Kisgézsény (Hažín nad Cirochou)
- Kiskárna (Karná)
- Kiskemence (Kamienka)
- Kisortovány (Porúbka)
- Kisökrös (Slovenská Volová)
- Kosárvágása (Košarovce)
- Koskóc (Koškovce)
- Laborcmező (Zbudské Dlhé)
- Lácfalva (Lackovce)
- Lukácsi (Lukačovce)
- Maskóc (Maškovce)
- Modra (Modra nad Cirochou)
- Mogyorósfalu (Lieskovec)
- Mislye (Myslina)
- Nagykemence (Kamenica nad Cirochou)
- Oroszkánya (Ruská Kajňa)
- Oroszvágás (Ruská Poruba)
- Papháza (Papín)
- Pásztorhegy (Valaškovce)
- Peticse (Ptičie)
- Rubó (Hrubov)
- Szélesmező (Veľopolie)
- Szerelmes (Ľubiša)
- Szinnamező (Nechválova Polianka)
- Szopkóc (Sopkovce)
- Topolóka (Topoľovka)
- Tótalmád (Jabloň)
- Tölgyeshegy (Zubné)
- Turcóc (Turcovce)
- Udva (Udavské)
- Várjeszenő (Jasenov)
- Vitézvágás (Víťazovce)
- Zemplénpálhegy (Pakostov)
- Zemplénróna (Rovné)